# Gu An

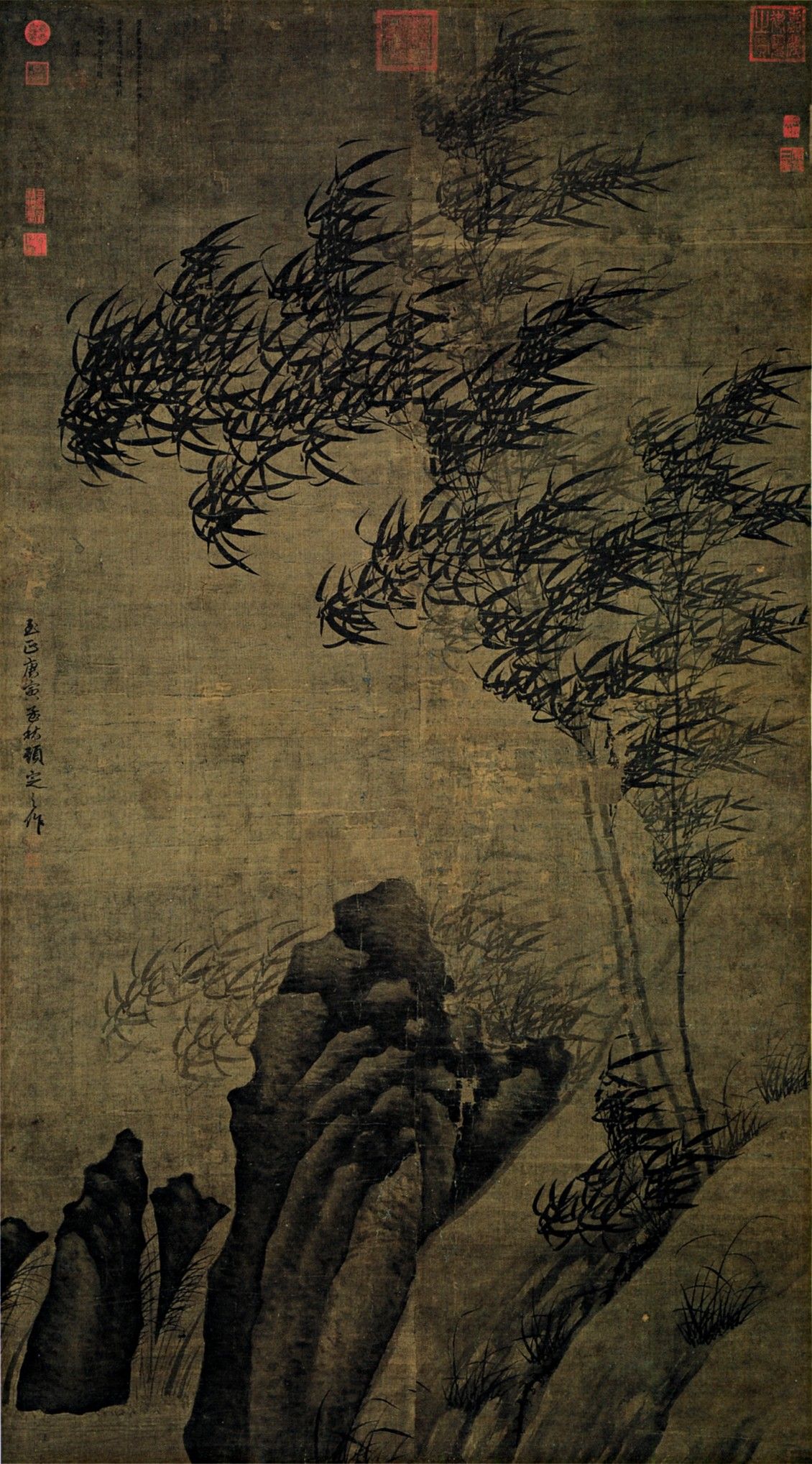
Vredig rotsblok, gewassen inkt op zijden hangende rol (1350), collectie Nationaal Paleismuseum

Gu An (Chinees: 顧安) was een Chinees kunstschilder in het Yuan-tijdperk. Zijn omgangsnaam was Dingzhi (定之) en zijn artistieke naam Yuna Jushi (迂那居士).
Gu An werd rond 1289 geboren in Huaidong, het tegenwoordige Kunshan in de provincie Zhejiang. De overlijdingsdatum van Gu An is onbekend, hij stierf ergens na 1365. Hij was bekend om zijn bamboeschilderingen, waarbij hij zich vooral toelegde
op afbeeldingen van bamboe in de wind.